# Radiodifusión en Honduras
La radiodifusión en Honduras se encuentra diversificada, existiendo estaciones de radio en prácticamente todo el territorio nacional. Las primeras radiodifusoras se instalaron en las grandes ciudades, seguidamente la mayor parte de las radioemisoras poseen sus estudios en las cabeceras 
departamentales. 
En la actualidad, en el país existen más de 800 operadores activos en las frecuencias de F.M, y más de 200 operadores activos en la banda de A.M. Destacan las emisoras noticiosas (Radio Globo, Radio América), y emisoras musicales (Musiquera, Radioactiva, Power FM)

## Historia
La primera de las radioemisoras en la república de Honduras fue fundada en 1928, cuando la empresa Tela Railroad Company establece Tropical Radio, primera radioemisora comercial en el país centroamericano; luego, fue fundada la HRN que comienza a transmitir en 1933 y seguidamente Radio América

## Cronología

### 1921
La primera planta de transmisión hondureña es la HRB “La Voz del Trópico”, cuya propietaria era Tropical Radio Company de la empresa bananera Tela Railroad Company a la que el gobierno del presidente Miguel Paz Barahona le había otorgado un permiso de operación. La Voz del Trópico comenzó a operar en Tegucigalpa desde 1921 cuyos horarios de transmisión eran: de 7:00 a 8:00 a. m., de 12:00 m. a 1:00 p. m. y de 7:00 a 9:00 p. m. donde se transmitían boletines de la Tela, música selecta grabadas por las firmas Columbia y RCA Víctor, así como programas en vivo con artistas nacionales. Los estudios estaban ubicados en el hotel Mac Arthur frente al desaparecido Teatro Palace en Tegucigalpa. El técnico operador fue el norteamericano Kenny See y los primeros locutores fueron Fernando Ferrari Bustillo, Rafael Ferrari y el abogado Ángel B. Zepeda.

### 1929
Luego en 1929, el doctor Manuel Escoto le compra al señor José Garaycochea de nacionalidad cubana, una estación de radio local que Garaycochea había construido con rendimientos anticuados para la propaganda comercial.

### 1931
A esta estación de radio Manuel Escoto la llamó “El Eco de Honduras” y la mejoró e impulsó grandemente al grado que el 12 de julio de ese año, pudo cubrir el perímetro patrio con sus transmisiones. Al pedir al gobierno el permiso de ponerla al servicio del público, le asignaron las letras de registro HRP y Manuel Escoto, pionero de la radiodifusión le agregó a estas letras de registro el número UNO (HRP- 1) por ser esta la primera radioemisora fundada en el país.

### 1932
A finales de 1932 llega a San Pedro Sula el general Filiberto Díaz Zelaya trabajando desde su llegada con Manuel Escoto quien fallece el 4 de mayo de 1938. A partir de esa fecha y después de unas transacciones económicas, el general Díaz Zelaya se hizo cargo de la empresa radiodifusora.
La Voz del Trópico dejó de operar en 1931 y uno de sus locutores Rafael Ferrari se dedica a organizar sus propias emisoras presentando una solicitud de operación al entonces gobierno del Doctor y general Tiburcio Carias Andino, quien en principio le puso algunos obstáculos debido a su afiliación liberal. Fue por la valiosa intervención del entonces ministro de gobernación y justicia Salvador Aguirre, amigo personal de Rafael Ferrari, que el presidente Carías accede a firmar el Acuerdo N.º 30 donde se concede el permiso para operar y se le asignan las siglas “HRN” y el nombre de “La Voz del Comercio”.

### 1933
El retraso y los diversos inconvenientes que puso el gobierno del general Carías en otorgar el permiso de operación de HRN la hace ser la segunda emisora que sale al aire en Honduras, el uno de noviembre de 1933, cuya primera identificación fue: “Desde Tegucigalpa, capital de la República de Honduras, transmite HRN la Voz del Comercio en los 5.875 kilociclos en la banda internacional de 49 m”. 

### 1934
En este año, la HRN había cambiado a 'La Voz de Honduras' siendo sus primeros locutores: Rafael Ferrari García, Santiago Sáenz Rico, Ángel B. Zepeda y Fernando Ferrari Bustillo. A Rafael Ferrari se le considera como el hombre que sentó escuela en la radiodifusión y el que inicia el movimiento cultural radiofónico, tenía un don especial para descubrir a los mejores locutores, quienes deberían de contar con una amplia cultura y una voz agradable
Se realizaron las primeras transmisiones de control remoto utilizando como enlaces líneas telefónicas, Tegucigalpa para esa fecha era muy pequeña y los radiorreceptores muy escasos ya que no contaban con aparatos de radio y por eso se colocaron dos enormes altoparlantes en el parque central para motivar a la gente a escuchar la radio que todos los días se reunía para escuchar la transmisión de la decana de la radiodifusión nacional.

### 1935
El Ingeniero Miguel R. Moncada, instaló en la ciudad puerto de La Ceiba otra radioemisora a la que se le asigna las siglas HRD-2 conocida como La Voz de Atlántida. 
Posteriormente y en vista de las facilidades que daba Comunicaciones Eléctricas para operar, surgen otras emisoras en los diversos departamentos del país tales como Choluteca, Comayagua, Santa Bárbara, Copán y en las ciudades de Siguatepeque, Tela, Puerto Cortés y otras. A la fecha, Honduras cuenta con más de 500 emisoras de radio que operan en Frecuencia Modulada (FM) o en Amplitud Modulada (AM) y con tendencia a aumentar.

### 1945
El libro titulado Broadcasting on the Short Waves, 1945 to Today escrito por Jerome S. Berg ISBN 978-0-7864-36-74-3 da un récord importante de las radioemisoras populares funcionando desde Honduras. Una de ellas es "La Voz Del Merendon" NRHY2 en San Pedro Sula, 6060 kHz. José Ricardo Pineda Peña (16 de diciembre de 1932-27 de julio de 2019) locutor nocturno, fue empleado y registrado en 1955, 23 años de edad, iniciado a la profesión por Eduardo Morales, gerente de "La Voz Del Merendón". Este es un ejemplo de una identificación del locutor de esa era:

### 1947
Nace la emisora HRA "La Voz de Lempira" en Tegucigalpa y HRQ "La Voz de Suyapa" en San Pedro Sula.

### 1948
El 7 de diciembre de 1948 nace HRLP Radio América “La voz Popular”, en las frecuencias autorizadas de 6,410 KHz en onda corta con seis mil vatios de potencia y en frecuencia 1270 KHz de onda media con 3000 vatios, originalmente fue propiedad de Sergio Castellón quien luego la pasó a manos del ciudadano de origen cubano Rafael Silvio Peña, quien unió esfuerzos con Emilio Díaz, quien llegó a Tegucigalpa en la década de los años 60 para adaptar novelas, algo que ya había llevado a cabo en la ciudad de San Pedro Sula algunos años atrás.

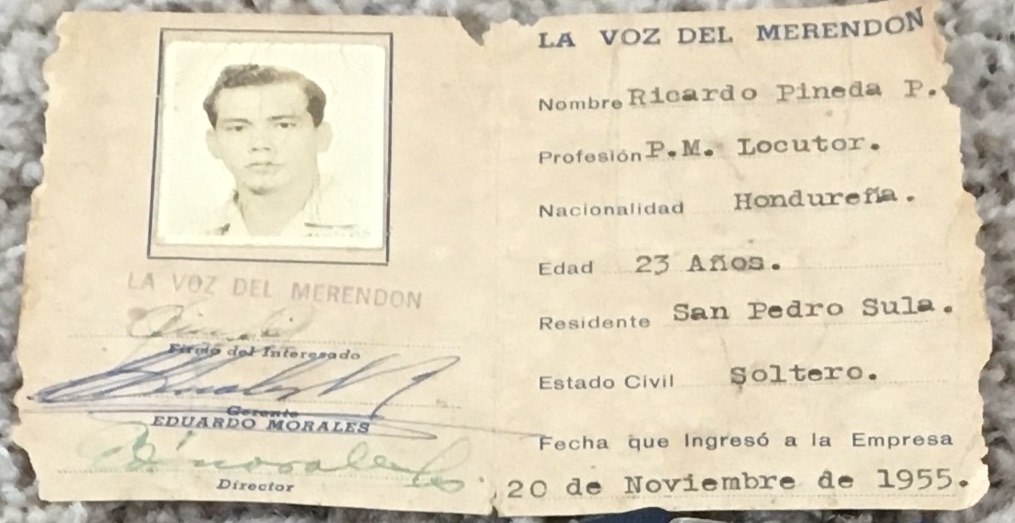
Carnet de Locutor La Voz Del Merendon

### 1955
Para finales del gobierno del doctor Juan Manuel Gálvez, funcionaban en el país dieciocho radioemisoras, según detallamos a continuación por ciudad y sin ningún orden establecido: En Tegucigalpa, la radio HRN, "La Voz de Honduras", HROW Radio Monserrat, HRA "La Voz de Lempira", HRLP "Radio América", HRXW Radio Comayagüela, HRNQ Radio Morazán, HRTV "Unión Radio", HRQR "La Voz del Pueblo". En San Pedro Sula, se habían instalado las emisoras HRP-1 "El Eco de Honduras", HRQ "Radio Suyapa", "Radio Progreso" y "La Voz de Centroamérica". En La Ceiba operaban HRD-2 "La Voz de Atlántida" y "La Voz del Patio".
En Puerto Cortés, "La Voz del Atlántico". En Santa Bárbara, "La Voz del Junco". En Tela, "Radio Tela" y la HRYN "La Voz del Merendón".

### 1956
En 1956 es fundada la "Voz de Occidente" (HRRH) primera estación de radio de la ciudad de Santa Rosa de Copán fl 9 de agosto de 1956, por el profesor Héctor Luna Mejía, Doctor Arturo Rendón Madrid, Perito Mercantil J. Arnaldo Fuentes y el Perito Mercantil Ricardo Orellana.
En ese mismo año se funda Radio Progreso en Santa Rita, Yoro, con el código de transmisión nacional HRPL, con una cobertura aproximada de 1 kilómetro. En 1968 la Compañía de Jesús adquiere los derechos de HRPL. En 2002 y ante la necesidad de avanzar a las nuevas tecnologías y presentar a la población mejor calidad en las producciones nace Alegría FM, misma que meses después se fusionaría con Radio Progreso para funcionar en la frecuencia 103.3 FM.

### 1958
Aparece la Radio Liberación o "Radio Rebelde" fundada con el propósito de desacreditar al gobierno del doctor Ramón Villeda Morales; la radio era dirigida por opositores políticos al gobierno liberal y sus programas alcanzaban las 24 horas con lecturas de manifiestos para debilitar la administración de Morales. Las transmisiones re realizaban mediante una potente amplificador instalado en la república de Nicaragua, bajo la venía del presidente Anastasio Somoza Debaile. Uno de los opositores y principales de esta radio, era el coronel Armando Velásquez Cerrato el director de programación era el abogado Luis Alfredo Alonso Elvir. Esta radio pregonó al alzamiento armado contra Villeda Morales en julio de 1959, misma que sucumbió en su diabólico propósito.
Es de hacer notar que el 26 de julio del presente año, fue fundado el Radio Club de Honduras HR Amateur Radio. Es así que muchos hondureños con capacidad adquisitiva podían hacerse de su aparato de radio civil e intercambiar experiencias y socializar.

### 1959
En 1959 fue fundada Radio Católica La Voz de Suyapa primera radioemisora de la Iglesia Católica en Honduras por Monseñor Evelio Domínguez, obispo auxiliar de la arquidiócesis de Tegucigalpa. Es la primera emisora religiosa fundada en el país. Las siglas de la radio son HRVS y su dial el 910 AM. Estuvo ubicada por 57 años en el centro de Tegucigalpa y actualmente sus instalaciones están atrás de la Basílica de Suyapa. Forma parte del grupo Suyapa Medios, medios oficiales de la Arquidiócesis de Tegucigalpa. Cuenta con un palmarés de 5 Jornadas Mundiales de la Juventud (Roma, Colonia, Madrid, Río de Janeiro y Panamá). Ha transmitido EN VIVO desde Roma en múltiples ocasiones, 2 cónclaves para elegir Pontífice.

### 1965
HRZV se fundó el 14 de febrero de 1965 como Radio Fabulosa. Comenzó operaciones en un cuarto del hotel San Francisco y luego fue trasladada al edificio Zelaya frente a la logia masónica. 
Inicio en 920 kHz (Onda Media), tiempo después pasó a formar parte de las frecuencias FM en el dial 102.1. Por los años 80, se mantuvo en ambas frecuencias 920 AM y 102.1 FM cubriendo mucho más el territorio Nor-Occidental.

### 1970
En esta década, hubo una represión política liberal contra la Iglesia Católica hondureña, las diversas manifestaciones fueron provocadas a raíz de las denuncias radiofónicas de Radio Católica sobre La masacre de Los Horcones sucedida en 1975 y en la propiedad del te pisan hacendado José Manuel Zelaya Ordóñez (padre del expresidente José Manuel Zelaya Rosales), los eventos se tornaron agudos y hasta se ordenó la clausura de Radio Progreso en 1979, cuando los acusados por el crimen en los Horcones fueron puestos en libertad mediante indulto efectuado por el entonces presidente de Honduras, general Policarpo Paz García.

### 1975
En 1975 el Estado de Honduras inicia su proyecto radiofónico Radio Honduras, bajo el gobierno de facto de Juan Alberto Melgar Castro -militar- la idea se origina y se emprende a través de Germán Allan Pagget, donaciones de equipo japonés apoyaron el proyecto, con su presencia Radio Honduras motivo una sana competencia hacia la excelencia en la radiodifusión de Honduras, también retomó el proyecto nuevamente cuando era presidente del país el Ing. Carlos Roberto Flores.
Actualmente la emisora se llama Radio Nacional de Honduras y transmite por la frecuencia 101.3 FM y 880 AM en Tegucigalpa.

### 1993
En este año nace Musiquera, a la que se le asignó el código de transmisión HRAX y empezó a funcionar en la ciudad de San Pedro Sula en una frecuencia de A.M. En 2010 empieza a transmitir su señal vía internet. En la actualidad, la emisora goza de un alto nivel de popularidad, además de ser la emisora más escuchada del país. Cuenta con más de 20 repetidores en F.M en toda Honduras y es la emisora con más seguimiento en Facebook, con más de 13 000 000 de fanes en dicha red social.

## Pioneros de la radiolocución

### 1929
La historia registra que los primeros en este campo fueron los primos Rafael y Fernando Ferrari y Manuel Escoto, este último en la ciudad de San Pedro Sula a unos 350 km de Tegucigalpa. Los hermanos Ferrari comenzaron a hacer locución en la emisora experimental que se conoció como, La Voz del Trópico en 1929. Esta estación era propiedad de la empresa Tropical Radio Telegraph Company, subsidiaria a la vez de la Tela Railroad Company, con asiento en el municipio de La Lima, departamento de Cortés y servía de enlace entre la empresa y los barcos que transportaban banano. En 1931 La Voz del Trópico dejó de operar.

### 1933
Los hermanos Ferrari, particularmente Rafael, se dedicó a montar su propia emisora, lo cual logró en 1933 y que hasta la fecha es conocida como HRN, "La Voz de Honduras".Previamente la había llamado "La Voz del Comercio", pero lo cambió por la denominación que actualmente utiliza. Rafael Ferrari como locutor continuó desde su radioemisora enseñando técnicas de locución a otros que más tarde sobresaldrían en este campo y en el periodismo. Ángel B. Zepeda, es otra persona a la que se le considera uno de los mejores locutores del país. Se inicia en 1933 y ya desde antes declamaba en el Teatro Nacional Manuel Bonilla, con recitales poéticos que hacían la delicia de quienes lo escuchaban. Su desempeño como declamador le facilitó las cosas para abrirse un ancho campo en el mundo de la locución.

### 1936
El licenciado Manuel Bonilla R. fue el locutor para HRN en la primera transmisión radiofónica a control remoto en 1936, al narrar el encuentro de fútbol entre los equipos Hibueras de La Lima y Olimpia desde el campo "La Isla" en Tegucigalpa. El juego de fútbol fue patrocinado por la Cervecería Hondureña, S.A.. Posteriormente se transmiten fiestas y conciertos que se convierten en la novedad del momento. Nicolás Odeh Nasralla, que animaba programas de concursos patrocinados por la empresa Tabacalera Hondureña, el Banco El Ahorro Hondureño, S.A. y otras firmas comerciales. Roberto Palma Gálvez debuta en la radio como pianista, pero al tiempo incursiona como locutor.
Santiago Sáenz Rico es el primer locutor extranjero (nacionalidad mexicana), que llega a Honduras y se desempeña como locutor temporal en HRN desde 1933 a 1936. En estos primeros años de la radiodifusión en Honduras, la misma tenía una proyección cultural, era la época de los conciertos y de las conferencias. El señor Jorge Fidel Durón tenía un espacio que denominaba "Marchan los Acontecimientos", en el que se transmitían noticias y comentarios sobre la Segunda Guerra Mundial en los años 30 y 40. Otras figuras sobresalientes en el micrófono fueron Carlos Moñóz, Lencho Mairena, Napoleón Ramírez, Cristóbal Sosa, Luis Alfredo Alonzo Elvir, Antonio Galeano Blanco, Marcos Durón, María Dolores Zelaya, Águeda Mazariegos, Ligia Ramírez. Orfa Mejía Arauz. Entre los animadores estaban el doctor José Reina Valenzuela, Luis F. Molina y el profesor Rafael Manzanares Aguilar.

### 1940
La idea de fundar un noticiero nacional en HRN provino de Doña Rosario vda. de Ferrari quien se desempeñaba como Gerente de HRN y para ello estableció un acuerdo con el Arq. Don Julio Lòpez Pineda Director Gerente de Diario EL DIA para suministar el material informativo de dicho rotativo para transmitirlo en “La Voz de Honduras” en horas de la mañana.
Doña Rosario encargó al Lic. Rodolfo Brevè Martìnez, recientemente fallecido, para recibir las noticias proveìdas por EL DIA y montar el noticiero que fue bautizado como DIARIO MATUTINO encargando la locución del mismo al Lic. Gustavo Acosta Mejìa. El abogado y periodista, Gustavo Acosta Mejía en 1940 un estudiante del Instituto Central. Desde el primer día que salió al aire "Diario Matutino" en ese mismo año, trabajó en ese noticiero en 1940 se inicia como operador Julio López Fuentes, quién más tarde se destaca como uno de los mejores locutores del país. Comenzó a leer párrafos cortos en un programa que dirrigía doña Cristina Rubio y para 1949 se traslada a San Pedro Sula con el propósito de preparar personal en locución para la nueva radioemisora de aquella ciudad la HRQ, La Voz de Suyapa, propiedad de Eduardo Galeano.
El licenciado en derecho Rodolfo Breve Martínez, quien hace su aparición en los ámbitos de la radiodifusión nacional, en septiembre de 1942. Felipe Ochoa Valenzuela también se desempeñó como locutor comercial en el noticiario "El Mensajero del Aire" que se transmitía por HRN. Un programa que alcanzó éxito fue "Amores famosos", dirigido por Humberto Villela Vidal, imitador de locutores mexicanos.
La Radio Monserrat fundada el 22 de mayo de 1949 por Alfredo León Gómez, también fue parte de esa mística de trabajo. Fue nombrado como director de la emisora el mexicano José Luis Victoria, quien se esmera y prepara nuevos elementos para la locución, entre ellos Abelardo Enrique Avendaño, Jorge Valladares Soto y Salvador Napki.

### 1950
Luego retorna a Tegucigalpa en 1959 y sustituye al maestro de la locución Emilio Díaz de origen salvadoreño, en la dirección del cuadro artístico de radionovelas de HRN. En esos días se crea el programa "Platicando con mi Barbero", emisión de entretenimiento, recreo y diversión de índoel cultural artístico. Otros locutores que se destacan en los años 40 son: Julio López Fuentes Roberto Martínez Ordóñez, Felipe Ochoa Valenzuela, Carlos Rivera Millares, Roberto Ney Cubells, Aníbal suazo Bulnes, Virgilio Zelaya Rubí, Betulia Sagastume, Fernando Ferrari Bustillo, José Reina Valenzuela, Mariano Bertrand Anduray, Felipe Molina Suárez, Julio César Sandoval (nicaragüense) y Rodrigo Orué (costarricense). Manuel Villeda Toledo, actual socio de Emisoras Unidas, se inicia en la década del cincuenta, comienza como operador, luego locutor de programas musicales, entre ellos: "Complaciendo al Instante", "La Pizarra de los Éxitos", "Serenata" a la vez que incursionó como lector de noticias, programas deportivos, el periodista Nahúm Valladares.

## La inmigración de locutores extranjeros
La inmigración de locutores extranjeros dio lugar a la formación de dos estilos de locución: uno mexicano y otro cubano. El estilo cubano con Don Rafael Silvio Peña a la cabeza, Emilio Díaz, Ricardo Pedraza Consuegra, Aramis del Real, Alfredo Arambarry y otros. Mientras que por el estilo mexicano lo desarrollaron José Luis victoria, Arturo Gómez Mujica, Francisco Moreno Litleton y otros excelentes profesionales del micrófono que vinieron a dejar sus conocimientos.ambos estilos presentaron pautas significativas en el campo de la loución hondureña, dando lugar a la formación de nuevos valores nacionales, particularmente en las décadas de los años 50 y 60.

## Emisoras de radio
En la ciudad capital de Tegucigalpa cuenta con más de 40 emisoras radiofónicas en las frecuencias F.M. (Frecuencia Modulada) y más de 10 emisoras en las frecuencias A.M. (Amplitud Modulada) que cubren todos los gustos de la población, noticias, música en todos sus géneros, cuentos, etc. la ciudad metropolitana de San Pedro Sula cuenta también con muchas radioemisoras, de las cuales sobresalen Musiquera la emisora más escuchada en Honduras, con una amplia red de repetidores distribuidos en todo el país y más de 13 millones de fanes en Facebook, Radioactiva 99.7 FM, la estación urbana más importante y escuchada del país con más de 2,3 millones de fanes en Facebook, también Estereo Clase 92.9 FM con música en inglés. Seguida de la ciudad de La Ceiba que destacan Radio Ceiba y Radio Caribe. En Santa Rosa de Copán se cuenta con Radio Sultana, Radio La Voz de Occidente, La Mega 92.7, Stereo Copán, Radio Live FM, Sky 107.1 FM. En el departamento de El Paraíso Radio Danlí la voz de oriente. En la ciudad de El progreso destaca la emisora Radio Progreso con frecuencias 1130 AM y 103.3 FM. En Saba, Colón destaca "Stereo Miggy", "Stereo Área 95", "Radio Saba" y "Stereo Cima". En Patuca, En Olancho destaca "La Voz de la Comunicación".

## Radio por internet
Durante la primera década del siglo XXI se inician las primeras transmisiones de radio por internet en Honduras. En 2011 hay más de sesenta emisoras de radio hondureñas con presencia en internet, son estaciones ubicadas en varios departamentos de Honduras, en la costa norte, Islas de la Bahía, zona central, zona sur y zona oriental, que transmiten contenido para todo público, música, deporte, noticias, cuentos, etc.
- Musiquera (Música Ranchera)
- Radioactiva (Reggaeton, Reggae, Hip Hop, Rock)
- Radio Globo (Noticias, Hablemos de día)
- Estéreo Clase (pop en Inglés 80s 90s y ahora)
- La RED Radio (Red Educomunicativa para el Desarrollo)
- Radio Radical (Heavy Metal, Thrash Metal, Rock)
- CCET Radio (Cultura y creatividad)
- Radio America (Noticias)
- RadioFutura (Clásicos de los 80's)
- Radio Pirata (Adulto Contemporánea)
- Máxima fm (Latina Hondureña reggaeton)
- Grupo Radiofutura (conglomerado de Radios en Internet)
- Radio Progreso (Comunicación popular y Alternativa)
- Radio País (Comunicación Alternativa)
- Radio Danlí (Popular 24/7)
- Radio Alternativa (Comunicación popular, alternativa y verdadera)
- Radio & Café (Música Electrónica 80's
- W5radiohn(Música y Cultura
- InfiniteRadiohn(Música edm broadcasts en vivo eventos cultura electrónica y mas

## Literatura sobre radiodifusión en Honduras
| OBRA                                           | AUTOR                | DETALLE                                  |
| ---------------------------------------------- | -------------------- | ---------------------------------------- |
| Gargantas de Oro de la Radiodifusión Hondureña | Mario Hernán Ramírez |                                          |
| Ondas Sonoras de Honduras                      |                      | UNAH. 384.54065-L177-C.2 384.54-M737.C.7 |
| La Historia de la Radio en el siglo XX         | Nahum Valladares     | UNAH. 384.54-V176.C2                     |
| Memorias de un Periodista                      | Elsa Ramírez García  | ISBN 978-99926-54-98-9                   |